# Julio Fis
Julio Fis Rousseduy (* 28. Oktober 1974 in Guantánamo, Kuba) ist ein kubanisch-spanischer Handballtrainer und ehemaliger Handballspieler, der meist im linken Rückraum eingesetzt wurde.

## Vereinskarriere
Julio Fis begann in seiner Heimatstadt Guantánamo mit dem Handballspiel.
1997 bekam er aufgrund des Geschäfts zwischen dem ungarischen Spitzenclub KC Veszprém und dem kubanischen Verband um Fis’ Landsmann Ivo Díaz die Möglichkeit, in Ungarn zu spielen; zunächst in Győr, dann ein Jahr später in Nyíregyháza.
Mit guten Leistungen empfahl er sich für die spanische Liga ASOBAL, sodass er 1999 zu Bidasoa Irun wechselte, von 2000 bis 2001 spielte er bei BM Ciudad Real.
2001 wechselt er nach Deutschland zum THW Kiel in die deutsche Bundesliga. Hier gewann er in der Saison 2001/2002 die deutsche Meisterschaft sowie den EHF-Pokal.
Nach nur einer Saison kehrte er zurück nach Spanien und heuerte bei BM Valladolid an, wo er 2003 die Copa ASOBAL sowie 2005 die Copa del Rey gewann; außerdem wurde er in der Saison 2004/05 Torschützenkönig der Liga ASOBAL. Mit dieser Empfehlung ging er 2005 erneut zu BM Ciudad Real. Hier gewann er 2006 die Copa ASOBAL, die EHF Champions League und die EHF European Club Championship sowie 2007 die Meisterschaft. In der Saison 2006/07 litt Fis an einer hartnäckigen Verletzung am linken Knie, musste dreimal operiert werden und fiel während des beinahe kompletten Ligabetriebes aus. Deshalb ließ er sich ab Sommer 2007 zusammen mit seinem Mannschaftskameraden Ion Belaustegui für zwei Jahre an CB Ciudad de Logroño ausleihen, um seine alte Form wiederzufinden. In der spanischen ersten Liga in sieben Spielzeiten aktiv, warf er 1008 Tore.
Da er sein Knieleiden nicht überwinden konnte, zog er sich im Sommer 2008 vom aktiven Sport zurück.

## Auswahlmannschaften
Julio Fis bestritt 28 Länderspiele für die kubanische Nationalmannschaft. Mit Kuba wurde er jeweils zweimal panamerikanischer sowie mittelamerikanischer Meister. Er nahm an der Weltmeisterschaft 1997 und der Weltmeisterschaft 1999 teil.
Im Frühjahr 2005 nahm er zudem die spanische Staatsbürgerschaft an. Mit der spanischen Nationalmannschaft gewann er das Handballturnier bei den Mittelmeerspielen 2005 und die Silbermedaille bei der Europameisterschaft 2006. Er bestritt zwischen dem 5. Juni 2005 und dem 18. Juni 2006 insgesamt 23 Spiele für Spanien und warf darin 47 Tore.

## Trainer
Ab den 2010er-Jahren war Fis für den kubanischen Handballverband tätig.
Im Jahr 2021 übernahm er das Training von MITourA Handbol Marratxí. Stand 2024 arbeitet er als Assistenztrainer bei BM Alarcos Ciudad Real.

## Privates
Nachdem Julio Fis nach Spanien gewechselt war, durfte er bis 2012 nicht mehr nach Kuba einreisen.
Er betrieb im Jahr 2008 in Ciudad Real eine Cocktailbar.
Sein Sohn Marcos Fis spielt ebenfalls Handball.